# Aberfeldy (Schotland)
Aberfeldy (Schots-Gaelisch: Obar Pheallaidh) is een burgh in Perth and Kinross, Schotland, aan de rivier Tay. Het is een kleine marktplaats in de Hooglanden van Perthshire. Robert Burns noemde het dorp zijn gedicht The Birks of Aberfeldy en Ed Sheeran schreef het lied The Hills of Aberfeldy. Aberfeldy had in 2022 1.940 inwoners en er wordt verwacht dat dit aantal in 2028 is gestegen naar 2.800.
Aberfeldy betekent 'monding van de Peallaidh'. Het eerste element van de naam is het Pictische woord aber, 'riviermonding'. De riviernaam bevat misschien de naam van een waterspriet die bekend staat als Peallaidh, wat in het Gaelisch 'ruig' betekent. Aberfeldy wordt in 1526 vermeld als Abrefrally en in 1552 als Abirfeldy.

## Geschiedenis

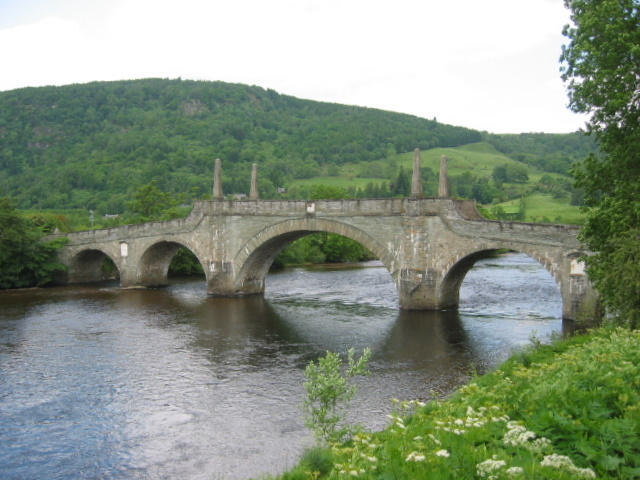
Wade's Bridge

Naast de associatie met Robert Burns, die Aberfeldy noemde in zijn gedicht The Birks of Aberfeldy, staat de stad bekend om Wade's Bridge, een brug over de Tay, gebouwd in 1733 en ontworpen door architect William Adam, vader van Robert Adam. Generaal George Wade beschouwde deze brug als zijn grootste prestatie. Aberfeldy wordt ook genoemd in het traditionele “Loch Tay Boat Song”.
Toen hij in de jaren 1880 als boerenknecht werkte voor Robert Menzies of Tirinie, in de buurt van Aberfeldy, hoorde de seanchaidh Angus MacLellan van South Uist dat er een missteen in het midden van Menzies boerenveld had gestaan sinds de tijd dat de katholieke kerk in Schotland en haar priesters verboden waren. Een nabijgelegen hoogkruis, voegde Menzies eraan toe, markeerde de plaats van een belangrijke hogeschool uit de tijd van de Keltische kerk. Menzies legde uit dat, ook al was de plaatselijke bevolking al lang overgeschakeld op het presbyterianisme, voormalige katholieke religieuze plaatsen nog steeds met bijgelovig ontzag werden bekeken en dat er nooit aan werd getornd. Menzies legde verder uit dat de term voor misstenen in het Perthshire dialect van het Schots-Gaelisch Clachan Ìobairt was, wat “Offering Stones” betekent. John Lorne Campbell, aan wie MacLellan zijn memoires dicteerde, bevestigde zijn herinneringen door de nakomelingen van Robert Menzies in Aberfeldy te interviewen. Na de katholieke emancipatie in 1829 werd de katholieke bevolking van Aberfeldy bediend door priesters uit Strathtay, die de Tridentijnse mis opdroegen op de plek die nu bekend staat als Tigh an Tuir', letterlijk “het huis van de dood-dirge”. Sinds de bouw van het tinnen tabernakel, betaald door de markies van Bute in 1884, staat de Our Lady of Mercy Catholic Church op dezelfde plek en maakt het deel uit van het rooms-katholieke bisdom Dunkeld.
Tussen 1960 en 1991 was de burgh de locatie van een waarnemingsbunker van het Royal Observer Corps, die gebruikt kon worden in het geval van een nucleaire aanval. De bunker is grotendeels intact gebleven.
De stad heeft een gedenkteken voor de Black Watch, een 9-holes golfbaan, een kinderpark en een stadsplein (aangelegd in 1806) met winkels, restaurants en kunstgalerieën. In 2002 kreeg Aberfeldy de status van Fairtrade Town, die op 15 december 2003 werd verlengd door de Fairtrade Foundation.
De Aberfeldy Footbridge over de rivier de Tay is volledig gemaakt van composietmaterialen. De brug verbond aanvankelijk twee delen van de golfbaan van de stad aan weerszijden van de rivier de Tay, maar de golfbaan aan de noordkant van de rivier is sindsdien verwijderd en de brug wordt nu gebruikt door voetgangers en fietsers om de rivier over te steken.

## Geografie

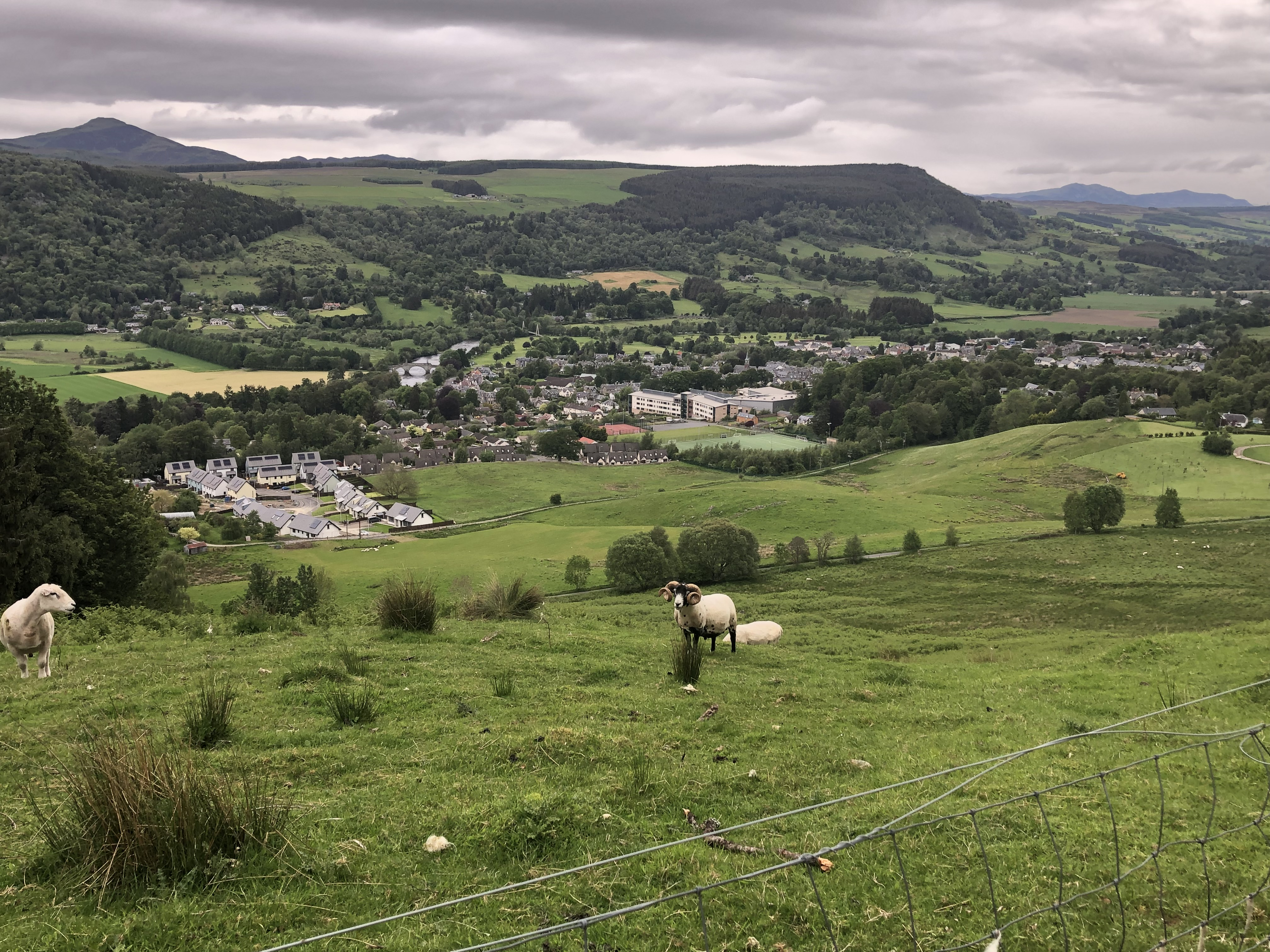
Aberfeldy in de Tay Valley

Aberfeldy ligt in Strath Tay aan de bovenloop van de rivier de Tay, die stroomopwaarts van Aberfeldy bij Loch Tay begint en vanaf Aberfeldy verder zuidwaarts en oostwaarts stroomt tot aan de monding ten oosten van Perth bij de Firth of Tay. Het terrein in en rond Aberfeldy ligt in een u-vormige strook die gebruikelijk is in het gletsjerlandschap van Schotland en is licht glooiend. Landbouw en veeteelt grenzen aan de stad in de strath. Gebieden verder buiten Aberfeldy (met name in het noorden en westen) maken plaats voor de uitgestrekte Grampian Mountains, met schilderachtige toppen zoals Creag Odhar, Farragon Hill, Schiehallion, Ben Lawers en Sron Mhor die het landschap onderbreken.
Aberfeldy ligt op het kruispunt van twee A-wegen, de A826 naar Crieff en de A827, die oostwaarts en zuidwaarts naar de hoofdweg A9 leidt. Aberfeldy is gemakkelijk te bereiken vanuit zuidelijke plaatsen door de A9 te nemen tot de afslag Ballinluig en vervolgens de A827 om de stad te bereiken. Vanwege de ligging aan de hoofdweg A9 is Aberfeldy minder gericht op toeristen dan zijn neef Pitlochry.
Van juli 1865 tot mei 1965 werd de stad bediend door een aftakking van de Highland Railway vanuit Ballinluig. Hoewel het grootste deel van het spoor dat naar de stad leidde nog steeds bestaat, is de plaats van het station verdwenen onder de moderne woonwijken.
De ingang van de Birks of Aberfeldy - een kloof en schilderachtige wandeling - ligt aan de zuidelijke rand van Aberfeldy aan de A826. De Birks is geclassificeerd als een “gebied van bijzonder wetenschappelijk belang” en bevat vele soorten flora en fauna, waarvan sommige beschermd zijn. Glen Lyon, beschouwd als een van de mooiste en minst bezochte valleien van Schotland, ligt op ongeveer 8 kilometer van de rand van Aberfeldy. Bewijs van de bouw van forten door Romeinse legioenen meer dan 1600 jaar geleden is een bewijs van de historische en geografische relevantie van de regio. Aan de monding van Glen Lyon ligt het dorp Fortingall, waarvan ten onrechte wordt beweerd dat het de geboorteplaats is van Pontius Pilatus en waar de Venijnboom van Fortingall staat, die meer dan 5000 jaar oud zou zijn (hoewel recent onderzoek suggereert dat de leeftijd dichter bij 2500 ligt).

## Onderwijs en cultuur
De stad is de thuisbasis van Breadalbane Academy. Breadalbane Academy is sinds de negentiende eeuw gevestigd in Aberfeldy en is een gemengde Engelse en Gaelic-mediumschool voor kinderen van drie tot achttien jaar. Het is het belangrijkste centrum voor Gaelic-mediumonderwijs in Highland Perthshire. De school werd volledig herbouwd in de eerste jaren van de eenentwintigste eeuw en heropende in december 2010 als een gemeenschapscampus. Naast kleuter-, basis- en middelbare schoolafdelingen omvat de nieuwe Breadalbane Community Campus een bibliotheek, een zwembad, squashbanen, een fitnessruimte, een café en een reeks andere faciliteiten.
Aberfeldy Parish Church komt samen in het voormalige Breadalbane Church-gebouw aan Taybridge Road, het eerste nieuwe gebouw van de Free Church na de disruption van 1843. Het werd herenigd met de voormalige parochiekerk St Andrew's in Crieff Road, gebouwd in 1884. Er is ook een rooms-katholieke parochie in Home Street. De gebouwen die vroeger werden gebruikt als Congregational, Free en Episcopaalse kerken worden nu allemaal voor andere doeleinden gebruikt. Jehova's getuigen komen samen in de plaatselijke Kingdom Hall. De stad is ook de thuisbasis van de bekroonde Aberfeldy Watermill Bookshop Gallery and Cafe.

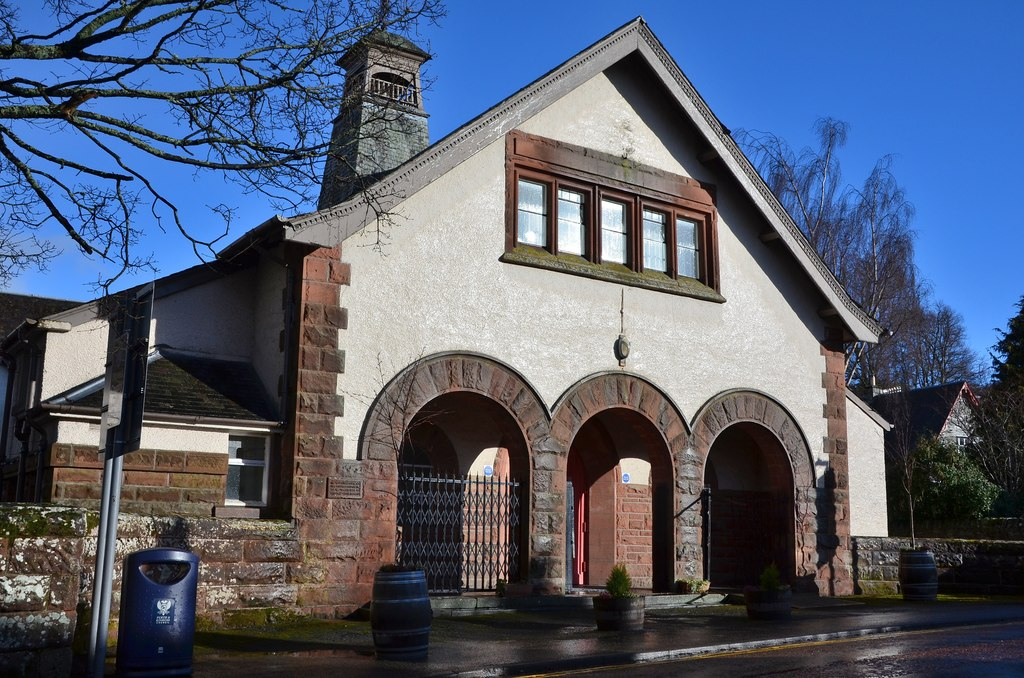
Aberfeldy Town Hall

Aberfeldy heeft geen theater of muziekzaal. Het heeft echter wel twee gemeenschapsruimtes die regelmatig gebruikt worden voor muziek en toneel, Aberfeldy Town Hall en het Locus Centre. De dichtstbijzijnde podia zijn het Pitlochry Festival Theatre, het Perth Theatre of het Perth Concert Hall.

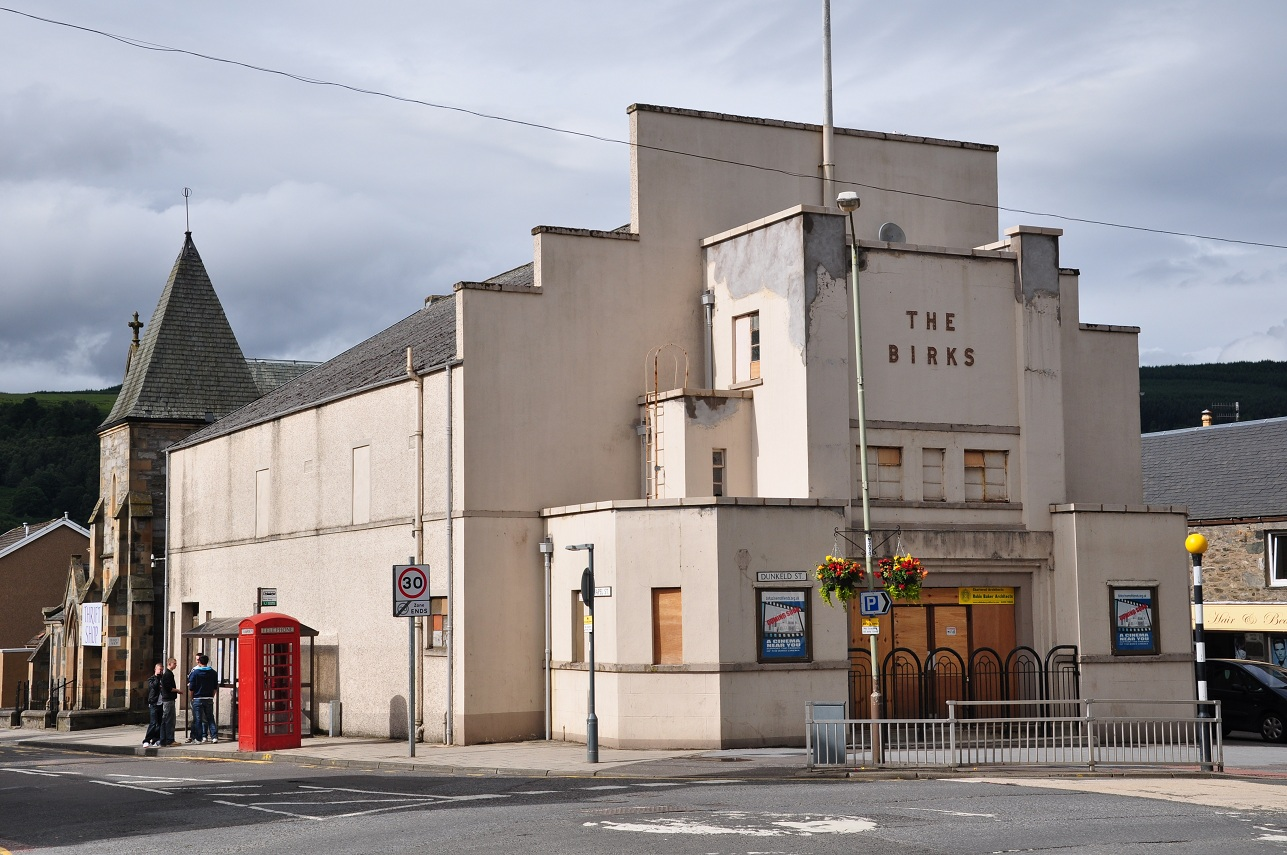
De Birks Cinema

De Birks Cinema, gebouwd in 1939 in het hart van de stad in een late art-decostijl, sloot begin jaren 1980 wegens gebrek aan omzet. Daarna werd het een amusementshal, waarvoor het hele interieur werd gesloopt. De amusementshal sloot in 2004 en het gebouw stond enkele jaren leeg. In 2009 werd het gekocht door de “Friends of the Birks” met een subsidie van het “Town Centre Regeneration Fund” van de Schotse overheid met plannen om het op te knappen en te heropenen als een nieuwe bioscoop met 92 zitplaatsen en een café-bar. In het voorjaar van 2011 kreeg het Birks-project £658.520 toegekend door het Schotse Plattelandsontwikkelingsprogramma - de helft van het bedrag dat nodig is om de bouwwerkzaamheden uit te voeren. De bouw begon in april 2012 en werd in het voorjaar van 2013 geopend.
Aberfeldy is de locatie van het gedicht The Birks of Aberfeldy van Robert Burns:
Bonie lassie, will ye go,
Will ye go, will ye go,
Bonie lassie, will ye go
To the birks of Aberfeldy!
Now Simmer blinks on flowery braes,
And o'er the crystal streamlets plays;
Come let us spend the lightsome days,
In the birks of Aberfeldy!

## Barietmijnen
De Precambrium Dalradian geologische formaties in de Hooglanden ten noorden van Aberfeldy bevatten aanzienlijke afzettingen van het mineraal bariet, dat meestal wordt gebruikt als verzwaringsmiddel voor boorvloeistoffen om blow-outs in olie- en gasexploratieputten te voorkomen. Er zijn drie locaties met exploiteerbare hoeveelheden. De Fossmijn, ongeveer 6 km ten noordwesten van Aberfeldy is sinds 1984 operationeel en produceert gemiddeld 50.000 ton per jaar. Tot nu toe is daar ongeveer 525.000 ton gewonnen door M-I SWACO. In 1990 begon een lokaal bedrijf met winning nabij de top van Ben Eagach, 6 km ten noorden van Aberfeldy. Er werd ongeveer 25.000 ton gedolven uit een reeks kleine putten die nu verlaten zijn.
De grootste formatie, met een voorraad van 7,5 miljoen ton, ligt in Duntanlich, ongeveer 10 km ten noorden van Aberfeldy, ten zuiden van Loch Tummel. In 1994 werd een aanvraag van MI Great Britain Ltd voor een ondergrondse mijnbouwoperatie afgewezen. In 2000 ontvouwde M I Drilling Fluids UK nieuwe plannen voor een mijn in Duntanlich om de komende 50 jaar zes miljoen ton uit de afzetting te halen en begon voorbereidende gesprekken met Perth & Kinross Council en Scottish Natural Heritage. Op dat moment werd echter besloten om deze voorstellen niet door te zetten.

## Sport
Breadalbane Cricket Club, opgericht in 1869, speelt thuiswedstrijden op Victoria Park in Aberfeldy. Het team is de winnaar van de Perthshire Cup in 2007 en 2008, en Strathmore Cricket Union Division One Champions in 2006 & 2007, Division Two Champions in 2014 & 2018, en Perthshire Indoor League Champions 2013, 2017, 2018, 2019 en 2020. De stad heeft ook een rugby union team Aberfeldy RFC dat in de Caledonia Midlands Four competitie speelt in het Wade Park in de stad.

## Vernoemd
Het Australische Aberfeldie, een buitenwijk van Melbourne werd, indirect, vernoemd naar de plaats, evenals de plaats Aberfeldy in dezelfde deelstaat Victoria.

## Geboren
- Alan Cumming (1965), acteur

## Galerij

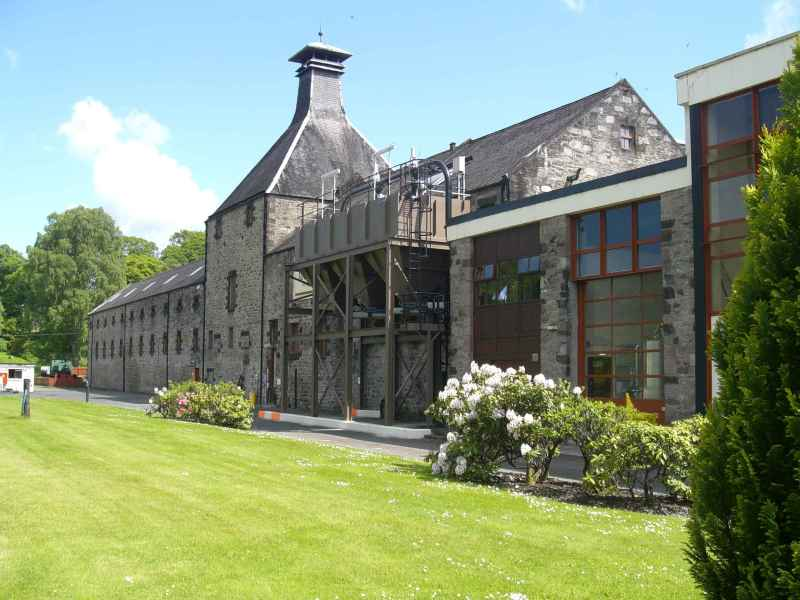
Aberfeldy Single Malt destilleerderij
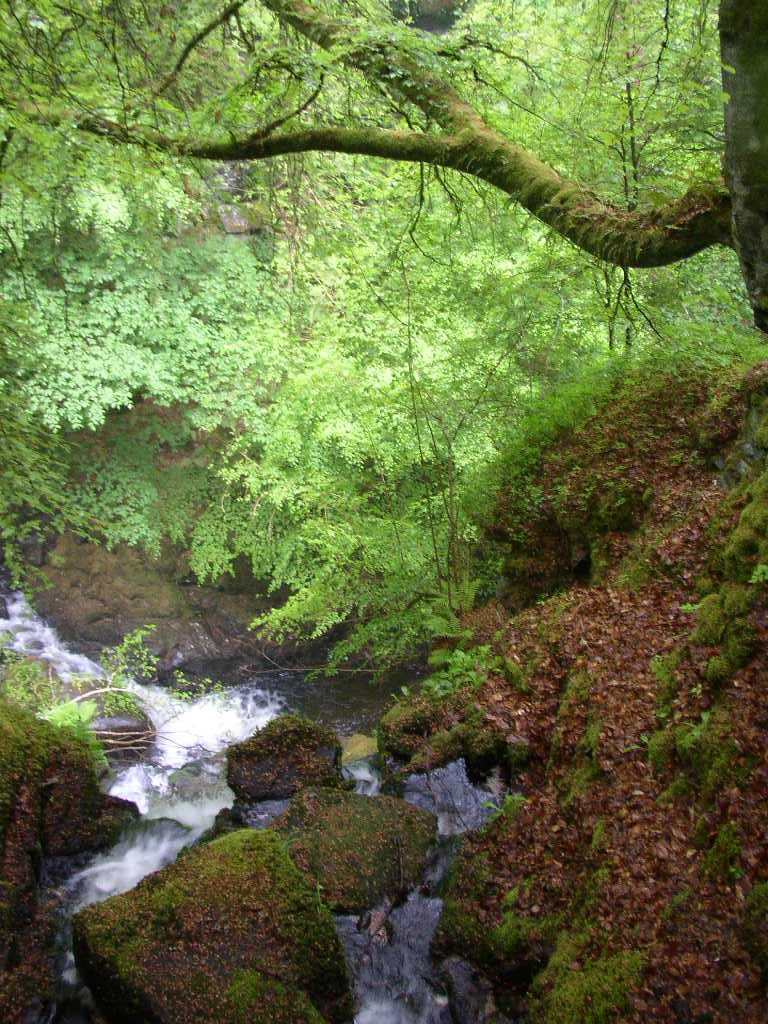
The Birks of Aberfeldy
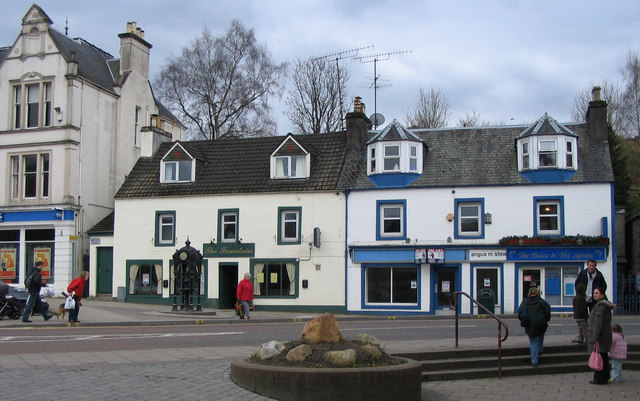
Aberfeldy Square
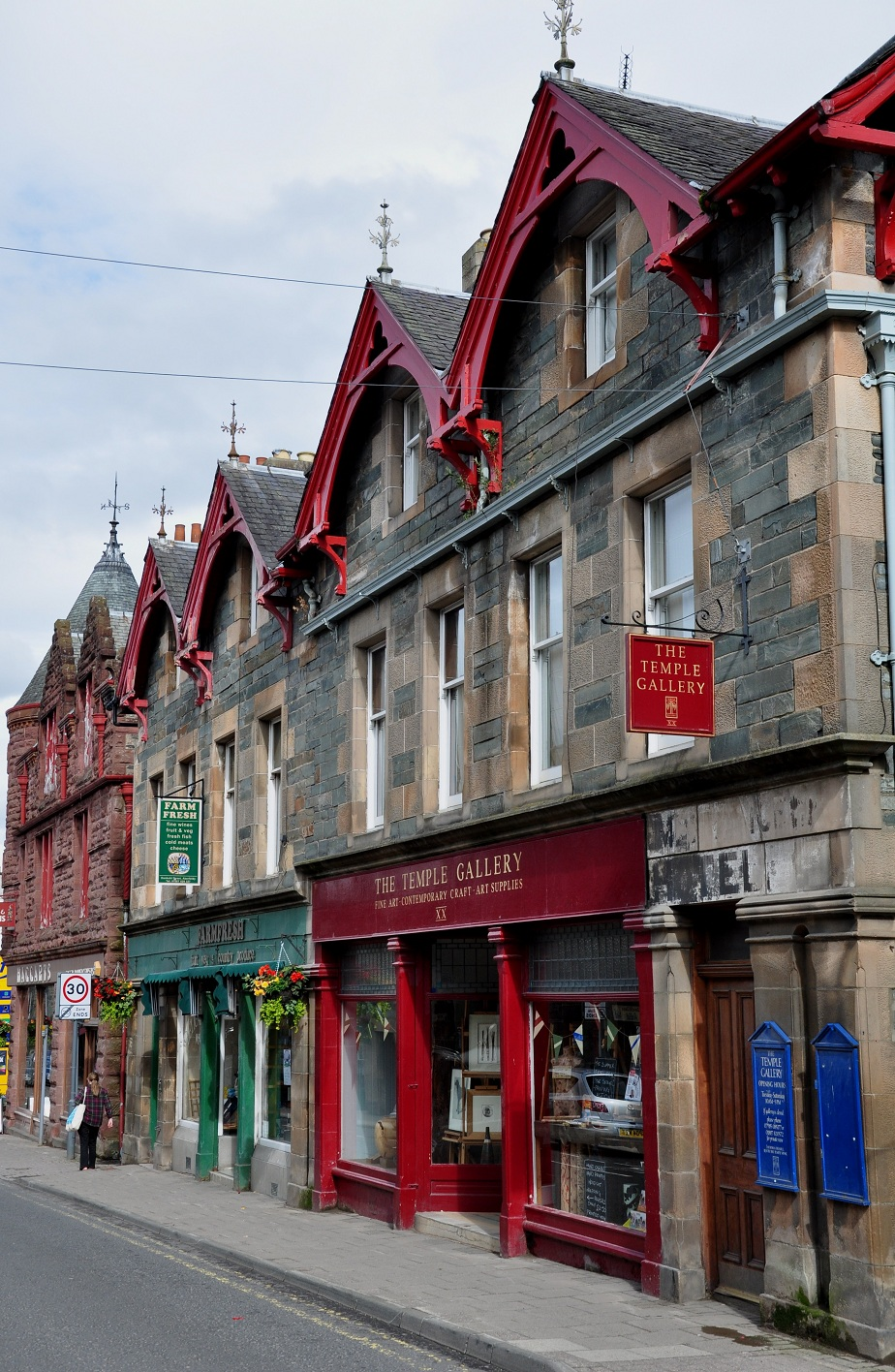
Dunkeld Street
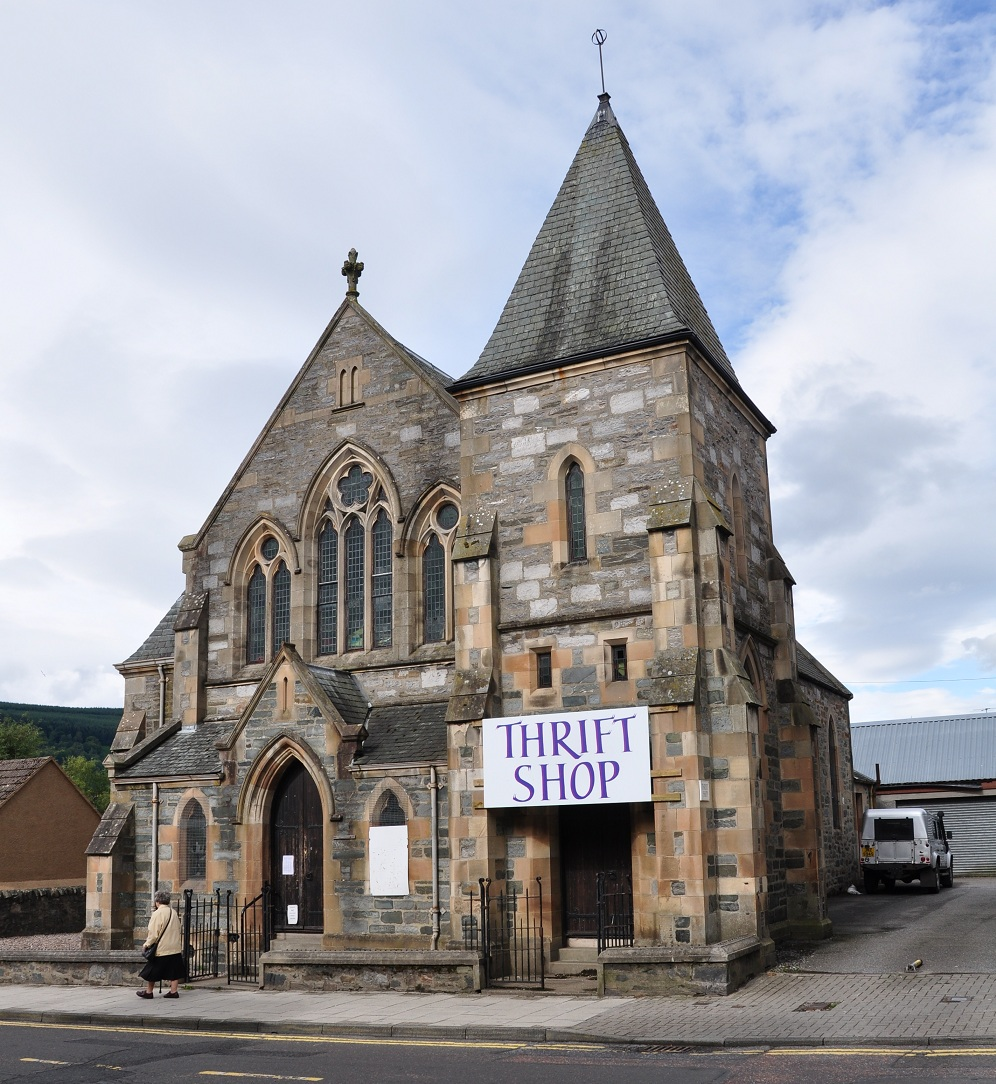
De Auld Kirk, nu een tweedehandswinkel
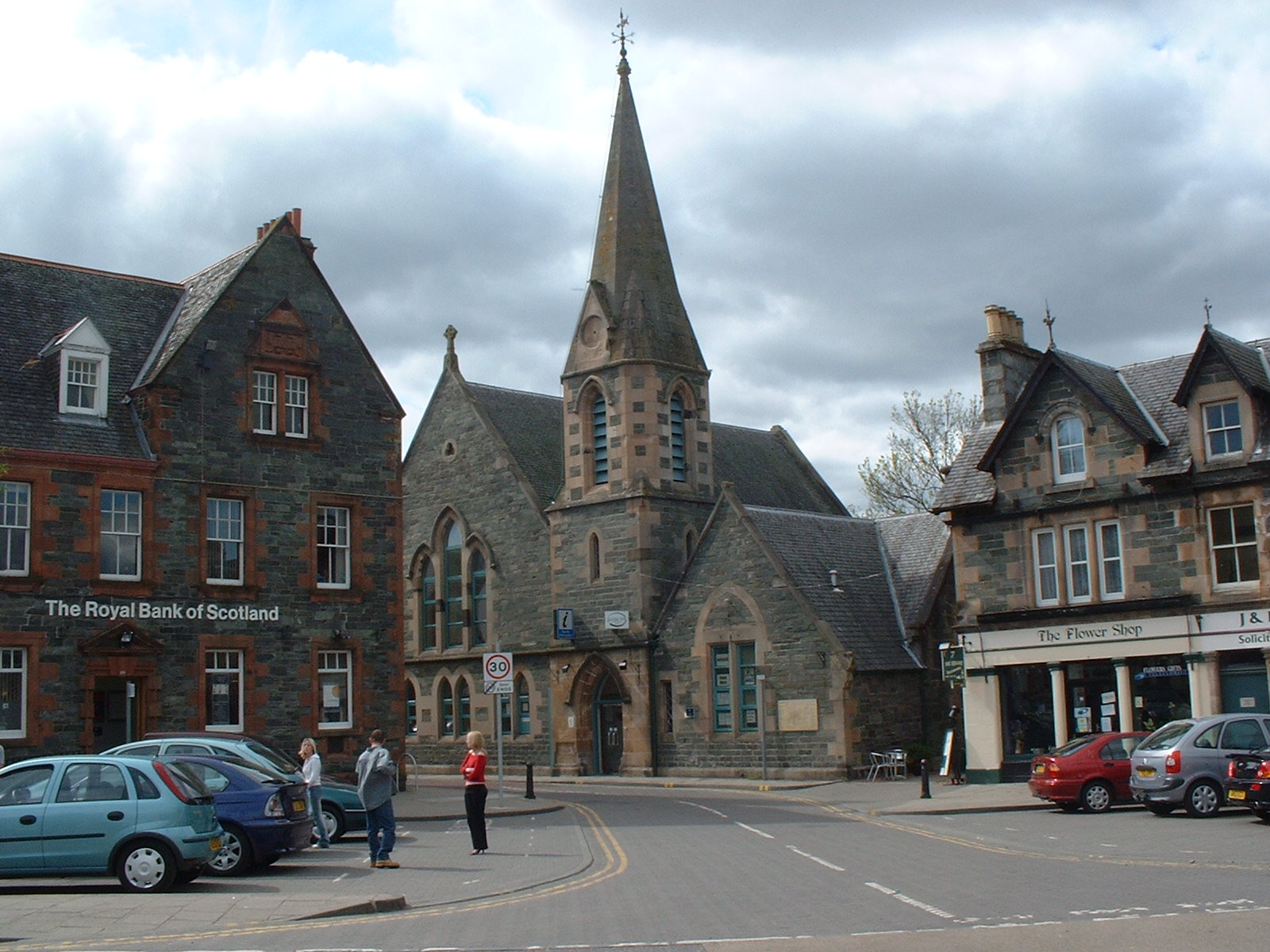
Centrum van Aberfeldy
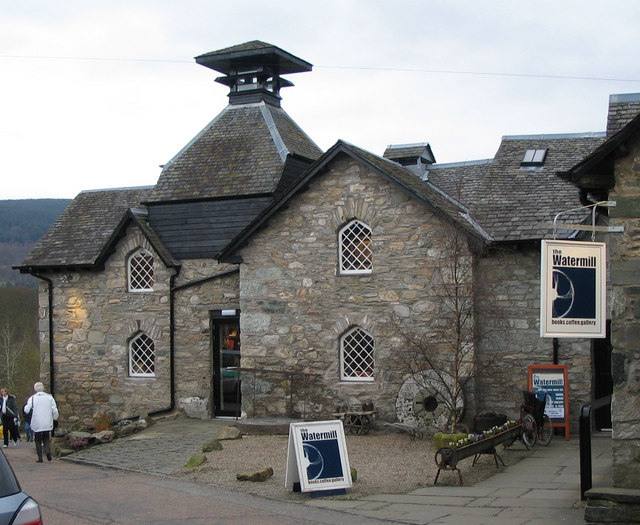
De oude watermolen, nu een boekenwinkel
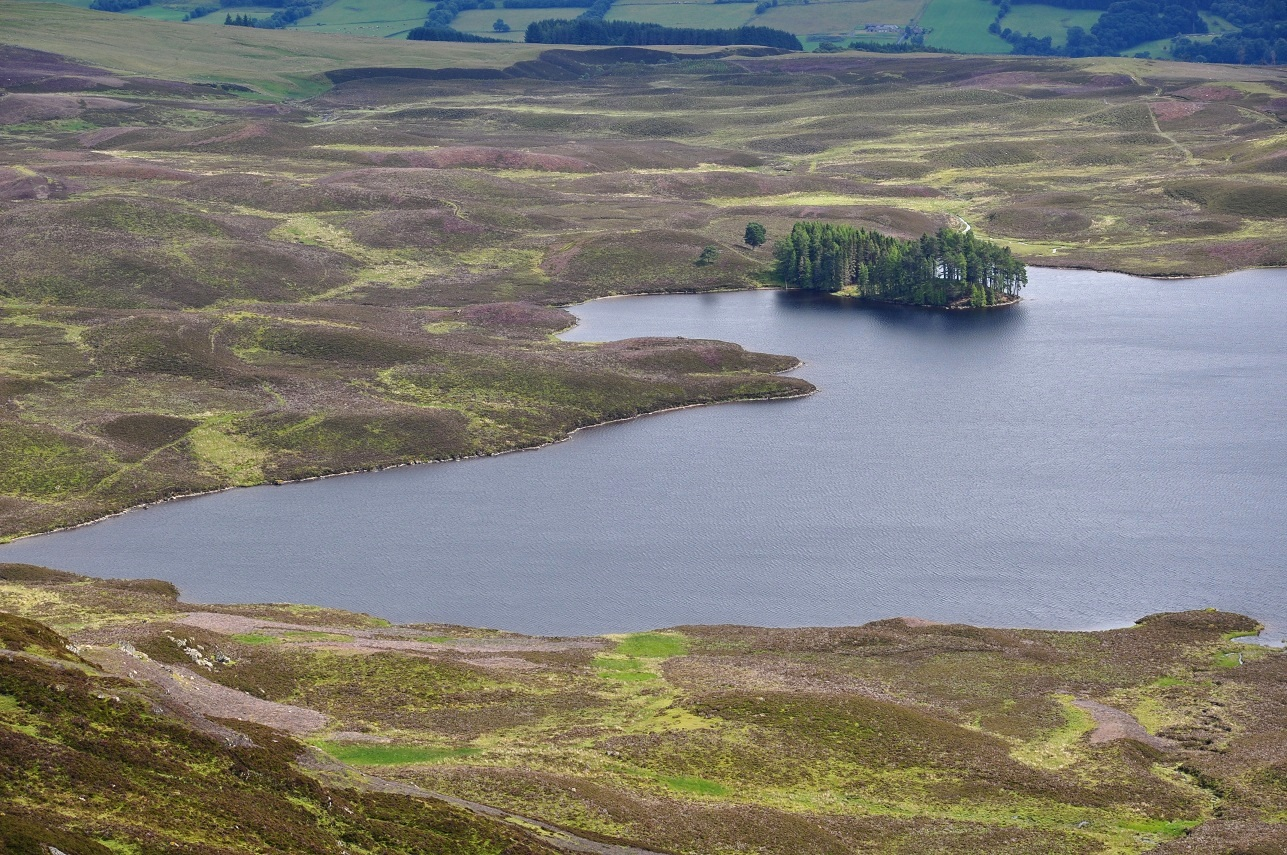
Loch Derculich, ten noorden van Aberfeldy
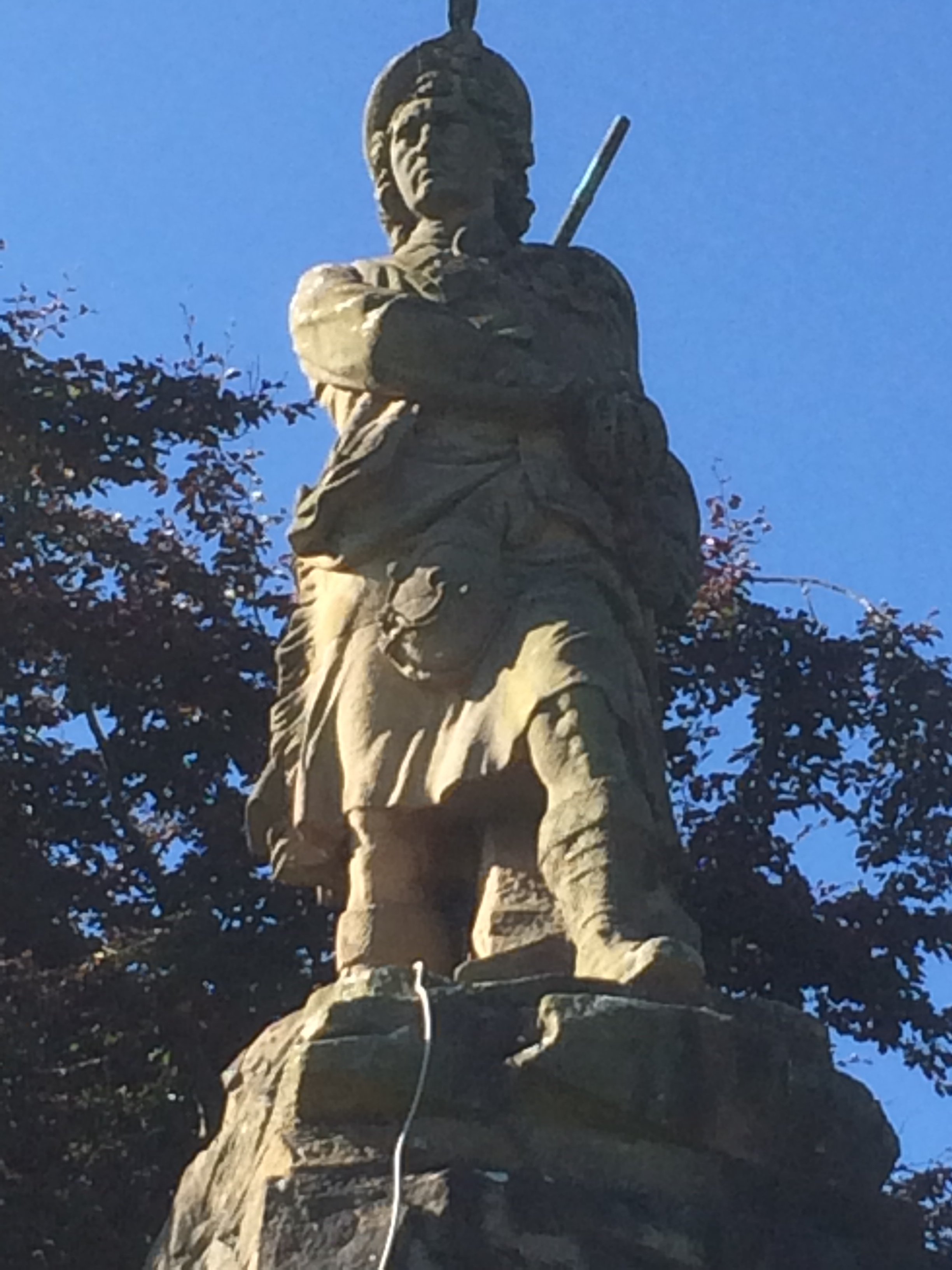
Black Watch Monument
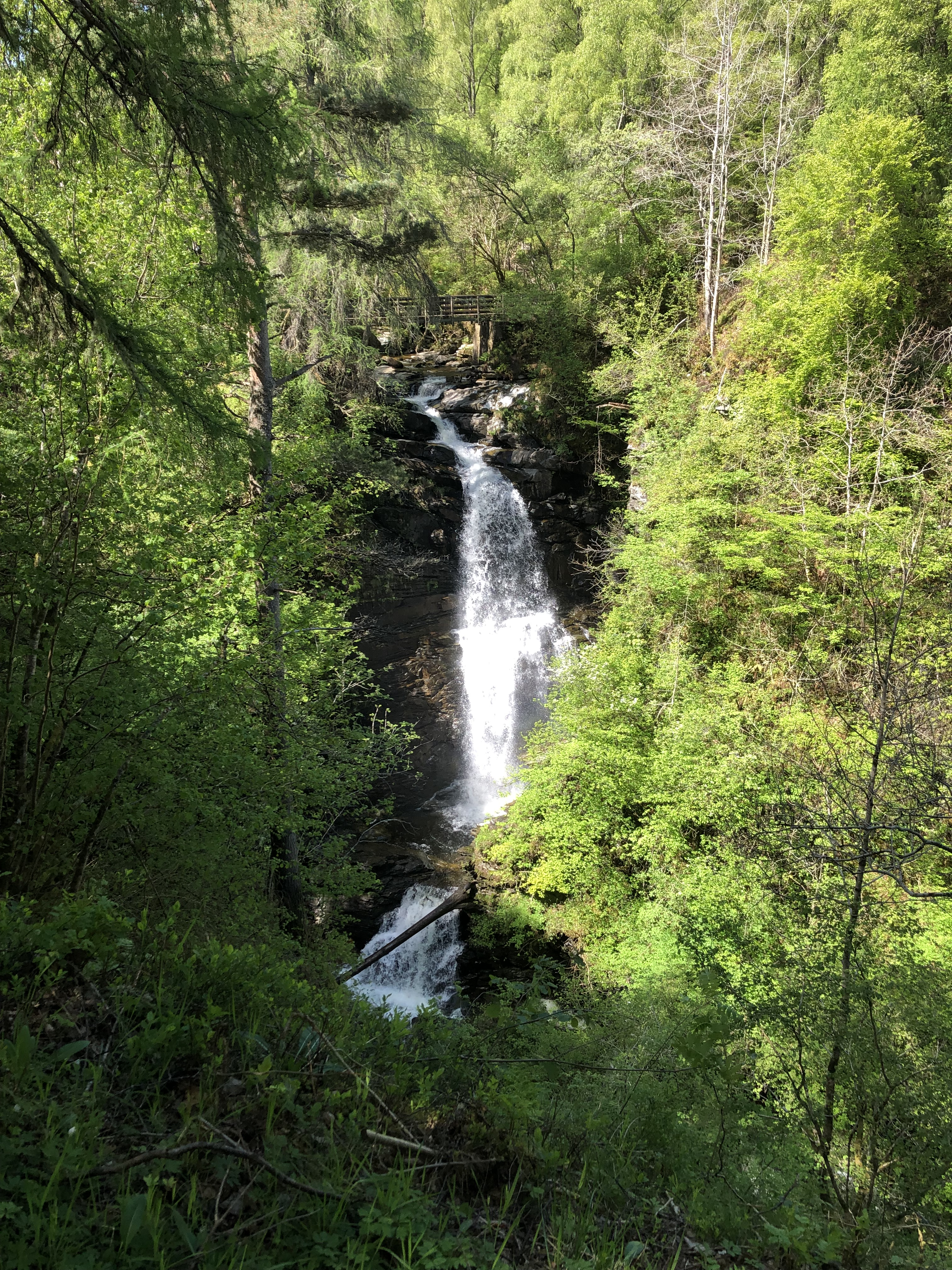
Falls of Moness bij de Birks of Aberfeldy